# 아훈역
아훈역(일본어: 阿分駅)은 일본 홋카이도 마시케 군 마시케정에 위치한 홋카이도 여객철도 루모이 본선의 철도역이다. 단선 승강장 1면 1선의 구조를 갖춘 지상역이다.

## 이용 현황
- 1992년 : 14명

## 역 주변
- 국도 제231호선

## 역사
- 1963년 12월 1일 : 일본국유철도 루모이 본선의 레우케 역 - 샤구마 역 간에 아훈 가승강장으로서 신설 개업
- 1987년 4월 1일 : 일본국유철도 분할 민영화와 함께 홋카이도 여객철도가 승계, 아훈역으로 승격 및 여객 취급만 담당
- 1990년 3월 10일 : 영업 거리 설정
- 2016년 12월 5일 : 역 업무를 폐지

## 인접 역
| 홋카이도 여객철도 루모이 본선 | 홋카이도 여객철도 루모이 본선 | 홋카이도 여객철도 루모이 본선 |
| ----------------------------- | ----------------------------- | ----------------------------- |
| 레우케 후카가와 방면          | 루모이 본선                   | 노부샤 마시케 방면            |